# マイケル・ベント
マイケル・ベント（Michael Bentt、1965年9月4日 - ）は、アメリカ合衆国のプロボクサー。イギリス・ロンドン生まれ、ニューヨーク育ちのジャマイカ系である。元WBO世界ヘビー級王者。

## 来歴
1989年2月7日、プロデビュー戦で初回KO負けするも、その後10連勝。
1993年10月29日、WBO世界ヘビー級王者トミー・モリソンに挑戦し、初回TKO勝ちで王座を獲得した。
1994年3月19日、初防衛戦でハービー・ハイドと対戦し、7回KO負けで王座から陥落。試合後の控え室で倒れた後、病院で外傷性脳損傷と診断を受け、この試合を最後にボクシングを引退する。
その後、アメリカの警察学校へ入学する。